# 靈魂伴侶 (2026年電影)
《靈魂伴侶》（英語：SOULM8TE）是一部2026年美國科幻情色驚悚片，2022年電影《窒友梅根》的外傳，由凱特·多蘭（Kate Dolan）編劇和執導，溫子仁、英格麗·畢蘇和拉斐爾·喬丹（Rafael Jordan）撰寫故事，莉莉·蘇利文、大衛·里斯達爾和克勞蒂亞·杜米特主演。劇情講述一名男子為了減輕喪妻之痛，購買了一台人工智慧機器人，希望能夠創造一個具有真實情感的伴侶，卻無意中讓無害的愛侶機器人變成了一個致命的靈魂伴侶。
《靈魂伴侶》由環球影業排定2026年1月2日於美國上映。

## 演員
- 莉莉·蘇利文（英语：Lily Sullivan）
- 大衛·里斯達爾
- 克勞蒂亞·杜米特（英语：Claudia Doumit）

## 製作
2024年6月，布倫屋製片公司和原子怪獸影業宣布正在開發2022年電影《窒友梅根》的衍生電影，凱特·多蘭（Kate Dolan）簽約執導，並由她撰寫劇本，溫子仁、英格麗·畢蘇和拉斐爾·喬丹（Rafael Jordan）撰寫故事。8月，莉莉·蘇利文、大衛·里斯達爾和克勞蒂亞·杜米特參與演出。主體拍攝於2024年11月完成。

## 發行
《靈魂伴侶》由環球影業排定2026年1月2日於美國上映。

## 外部連結
- 互联网电影数据库（IMDb）上《靈魂伴侶》的资料（英文）